# Festival international du film de Moscou 2005
Le 27e festival international du film de Moscou a lieu du 17 au 26 juillet 2005. Le George d'or est attribué au film russe Le Cosmos comme pressentiment réalisé par Alekseï Outchitel.

## Jury
- Valentin Chernykh (Russie – présidente du jury)
- Nicola Piovani (Italie)
- Ulrich Seidl (Autriche)
- János Kende (Hongrie)
- Victoria Tolstoganova (Russie)
- Claire Denis (France)

## Films en compétition
Les films suivants sont sélectionnés pour la compétition principale :
| Titre anglais ou français     | Titre original                 | Réalisateur(s)     | Pays d'origine                           |
| ----------------------------- | ------------------------------ | ------------------ | ---------------------------------------- |
| Bal-Can-Can                   | Bal-Kan-Kan                    | Darko Mitrevski    | Macédoine, Italie, Royaume-Uni           |
| Frozen Land                   | Paha maa                       | Aku Louhimies      | Finlande                                 |
| The Guitar Mongoloid          | Gitarrmongot                   | Ruben Östlund      | Suède                                    |
| Erkak                         | Erkak                          | Youssoup Razykov   | Ouzbékistan                              |
| Welcome Home                  | Welcome Home                   | Andreas Gruber     | Autriche                                 |
| Dear Wendy                    | Dear Wendy                     | Thomas Vinterberg  | Danemark, Allemagne, France, Royaume-Uni |
| The Life That I Want          | La vita che vorrei             | Giuseppe Piccioni  | Italie, Allemagne                        |
| Le Cosmos comme pressentiment | Kosmos kak predchuvstvie       | Alekseï Outchitel  | Russie                                   |
| Left Foot Forward on the Beat | Tabl-e bozorg zir-e pai-e chap | Kazem Ma'asoumi    | Iran                                     |
| Les Mariées                   | Nyfes                          | Pantelis Voulgaris | Grèce                                    |
| The Last Moon                 | La última luna                 | Miguel Littín      | Chili, Palestine, Mexique                |
| The Outcome                   | El desenlace (es)              | Juan Pinzás        | Espagne                                  |
| Stolen Eyes                   | Otkradnati ochi                | Radoslav Spassov   | Bulgarie, Turquie                        |
| Hassan's Smile                | Le sourire d'Hassan            | Frédéric Goupil    | France, Syrie                            |
| The Porcelain Doll            | A porcelánbaba                 | Péter Gárdos       | Hongrie                                  |
| Wrong Side Up                 | Příběhy obyčejného šílenství   | Petr Zelenka       | République tchèque, Allemagne, Slovaquie |
| The Chumscrubber              | The Chumscrubber               | Arie Posin         | États-Unis                               |

## Prix
- George d'or : Le Cosmos comme pressentiment d'Alekseï Outchitel
- Prix spécial du jury : George d'argent: Frozen Land d'Aku Louhimies
- George d'argent :
  - Meilleur réalisateur : Thomas Vinterberg pour Dear Wendy
  - Meilleur acteur : Hamid Farrokhnejad pour Left Foot Forward on the Beat
  - Meilleure actrice : Vesela Kazakova pour Stolen Eyes
- Prix pour l'ensemble de son œuvre : István Szabó
- George d'argent pour le meilleur film du concours perspective : How the Garcia Girls Spent Their Summer de Georgina Riedel
- Prix Stanislavski : Jeanne Moreau

## Source de la traduction
- (en) Cet article est partiellement ou en totalité issu de l’article de Wikipédia en anglais intitulé « 27th Moscow International Film Festival » (voir la liste des auteurs).